# 埃隆鎮區 (阿肯色州阿什利縣)
埃隆鎮區（英語：Elon Township）是位於美國阿肯色州阿什利縣的一個行政鎮區。

## 地方資料
埃隆鎮區的面積為160.77平方千米，當中陸地面積為160.70平方千米，而水域面積為0.07平方千米。根據2010年美國人口普查的數據，當地共有人口477人，而人口密度為每平方千米2.97人。